# David Koresh
David Koresh, egentligen Vernon Wayne Howell, född 17 augusti 1959 i Houston i Texas, död 19 april 1993 på Mount Carmel Center utanför Waco i Texas, var från 1986 till 1993 ledare för den davidianska sekten Davidian Branch Davidian Seventh-Day Adventists (DBDSDA).

## Biografi
Vernon Howell anslöt sig till en adventistförsamling i Tyler i Texas i slutet av 1970-talet men uteslöts sedan han envisades med att vilja gifta sig med pastorns dotter. Genom en vän lärde han känna Davidianerna och 1981 började han att arbeta som diversearbetare vid sektens Mount Carmel Center, beläget på landsbygden utanför Waco. Howell fick med tiden inflytande över Davidianerna; mycket genom sin omfattande bibelkunskap. Efter interna stridigheter bröt han sig ut och bildade 1986 utbrytargruppen DBDSDA.
År 1987 började Howell ta sig "andliga hustrur" bland de unga och ogifta kvinnorna i gruppen. Med tiden utsträckte han relationerna också till de manliga medlemmarnas hustrur. Somliga vägrade att gå med på dessa krav och lämnade gruppen. Howell tillkännagav sin kontroversiella New Light doctrine 1989. Han förklarade att han som Messias var den fullkomliga partnern för alla kvinnliga anhängare. En del av hans mission var att skapa en ny ätt av Guds barn från sin egen säd. Dessa barn skulle slutligen styra världen. New Light doctrine gjorde alla kvinnliga medlemmar till Howells andliga hustrur, och han påstod att manliga anhängare skulle förenas med sina fullkomliga partners i himlen.
År 1990 bytte Howell namn till David Koresh. "Koresh" är den hebreiska (כּוֹרֶשׁ) namnformen för Kyros II, perserkungen som besegrade babylonierna på 500-talet f.Kr. I sin bibliska kontext är Koresh en messiasfigur snarare än Messias; han är utsedd att genomföra ett särskilt uppdrag från Gud. Genom att anta David som förnamn gjorde han anspråk på en andlig förbindelse med den bibliske kung David. År 1992 drog Koresh efter hand slutsatsen att de apokalyptiska händelserna skulle äga rum i USA och inte i Israel, och gruppen började att inrikta sig på överlevnad. De lade upp stora lager av livsmedel, vapen, ammunition och bränsle, och Koresh gav Mount Carmel Center det nya namnet Ranch Apocalypse.

### Belägringen
Vid en konfrontation med ATF och militär våren 1993 omkom den 19 april de flesta av DBDSDA:s medlemmar, däribland Koresh, i en explosionsartad eldsvåda i sektens högkvarter i Waco. Kritiker har gjort gällande att det var delvis övervåld och slarvigt agerande från polis och myndigheter som ledde till den slutliga tragedin.
Enligt FBI sköts Koresh i huvudet av Steve Schneider, hans högra hand, som därefter begick självmord.